# Francis Ponge
Francis Alfred Jean Gaston Ponge (Montpellier, 27 marzo 1899 – Le Bar-sur-Loup, 6 agosto 1988) è stato un poeta francese.
Di antica famiglia protestante, cominciò a scrivere intorno al 1919 e a pubblicare nel 1926. Le sue brevi composizioni in prosa o in versi si riferiscono spesso a oggetti o fenomeni naturali, e sono caratterizzate da un'estrema ricerca di nitidezza: Le parti pris des choses (1942; Il partito preso delle cose) è la sua raccolta più nota.
Nel 1961 uscirono i tre volumi di Grand recueil (Grande raccolta), che comprendono gran parte della sua opera.

## Opera
- Le Parti pris des choses, 1942 (Il partito preso delle cose, trad. di Jacqueline Risset, Torino 1979)
- Proêmes, 1948
- La Rage de l'expression, 1952
- Le Grand Recueil: I. "Méthodes", 1961; II. "Lyres", 1961; III "Pièces", 1962 (Vita del testo, trad. di Piero Bigongiari et al., Milano 1971)
- Pour un Malherbe, 1965
- Le Savon, 1967
- Entretiens avec Philippe Sollers, 1970
- La Fabrique du Pré, 1971
- Comment une figue de parole et pourquoi, 1977
- Pratiques d'écriture
- Pages d'atelier, 1917-1982, 2005
- Le soleil plance en abîme (Il sole in abisso, trad. di Daniele Gorret, Brescia, L'Obliquo, 2003)
- Texte sur l'électricité (Testo sull'elettricità, trad. di Daniele Gorret, Brescia, L'Obliquo, 1997)